# Kizuna
O Kizuna, também conhecido por WINDS, é um satélite de comunicação experimental geoestacionário japonês dedicado ao fornecimento de Internet de alta velocidade. Foi projetado pela JAXA e Agência do Instituto Nacional de Tecnologia de Informação e Comunicação Japonês, sendo operado pela JAXA. O satélite tinha uma expectativa de vida útil de 5 anos.

## Lançamento
O satélite foi lançado com sucesso ao espaço no dia 23 de fevereiro de 2008, por meio de um veículo H-IIA a partir do Centro Espacial de Tanegashima, no Japão. Ele tinha uma massa de lançamento de 4850 kg.